# Ivy King
Ivy King è stata la più grande bomba nucleare a fissione mai testata dagli Stati Uniti. La bomba venne testata durante la presidenza di Truman come parte della Operazione Ivy. Questa serie di prove comportarono lo sviluppo di armi nucleari molto potenti in risposta al programma di armi nucleari dell'Unione Sovietica.

## Storia
La produzione di Ivy King venne affrettata per essere pronta, nel caso il progetto gemello, Ivy Mike, non fosse riuscito nel suo tentativo di raggiungere una fusione nucleare. Il test Ivy King ebbe luogo due settimane dopo quello relativo a Ivy Mike. A differenza della bomba Mike, il dispositivo Ivy King avrebbe potuto teoricamente essere aggiunto all'arsenale nucleare degli Stati Uniti perché progettato per essere aviotrasportato.
Il 16 novembre 1952 alle 11:30 ora locale (23:30 UTC) un Convair B-36 lanciò la bomba da una quota di 610 m nella parte settentrionale di Runit, un'isola nell'atollo Enewetak, realizzando un'esplosione di 500 kilotoni a 450 m di quota. L'altezza della tropopausa al momento della detonazione era di circa 19 300 metri. La parte superiore della nube raggiunse circa i 24 600 m con la base del fungo a circa 13 300 m.
La bomba Ivy King, designata dal nome in codice bomba Mk-18 e denominata "Super Oralloy Bomb", era una versione modificata della bomba Mk-6D. Invece di adoperare un'arma ad implosione simile alla Mk-6D, venne impiegato un sistema a 92 punti di implosione sviluppato per la Mk-13. Il suo cuore di uranio-plutonio venne sostituito da 60 kg di uranio arricchito modellato in una sfera a parete sottile equivalente a circa quattro masse critiche. La sfera a parete sottile era un disegno di uso comune atto a garantire che il materiale fissile rimanesse sub-critico fino all'implosione. La sfera era poi racchiusa nel nucleo di uranio naturale. Per impedire fisicamente che la sfera potesse collassare in una condizione critica qualora gli esplosivi circostanti fossero stati fatti esplodere accidentalmente, o se la sfera venisse schiacciata a seguito di un incidente aereo, il centro vuoto era stato riempito con una catena realizzata in alluminio e boro che doveva essere estratta per armare la bomba. La catena, rivestita di boro, avrebbe assorbito anche i neutroni necessari a innescare la reazione nucleare.
Il principale progettista della Super Oralloy Bomb, il fisico Ted Taylor, successivamente divenne un propugnatore del disarmo nucleare.